# Marsilia
Marsilia (în franceză Marseille, în occitană Marselha) este al doilea cel mai mare oraș din Franța. Situată pe coasta Mediteranei, în vechea Provența (Provenza în italiană,  în franceză Provence, Provença în occitană), este cel mai mare port comercial al țării. Marsilia este prefectura departamentului Bouches-du-Rhône și capitala regiunii Provence-Alpi-Coasta de Azur.

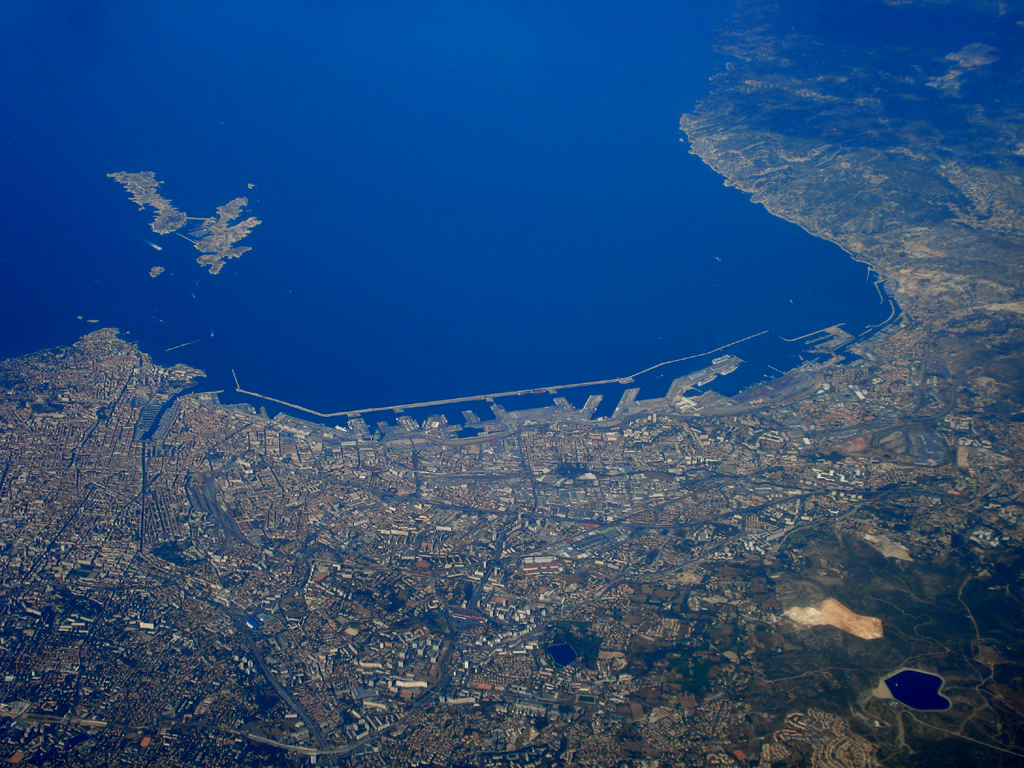
Orașul Marsilia văzut din avion.

Are o populație de 820.900 locuitori (2004), care ajunge la peste 1.550.000 în aglomerarea urbană Marsilia-Aix-en-Provence.

## Massalia
Figurează printre cele mai vechi orașe ale Franței, fiind fondată sub numele de Massalía (în greacă veche Μασσαλία), spre anii 600 î.Hr., de către marinari și negustori greci originari din Phocaea. Vechiul nume grecesc, Massalía, provine din cuvântul grecesc Mασα (citit masa), ce înseamnă „jertfă”.
În anul 49 î.Hr., orașul a trecut în subordinea romanilor, primind numele de Massilia, care, prin evoluție fonetică, a devenit numele actual al orașului, în occitană, Marselha, iar în franceză, Marseille.

## Spiritualitate

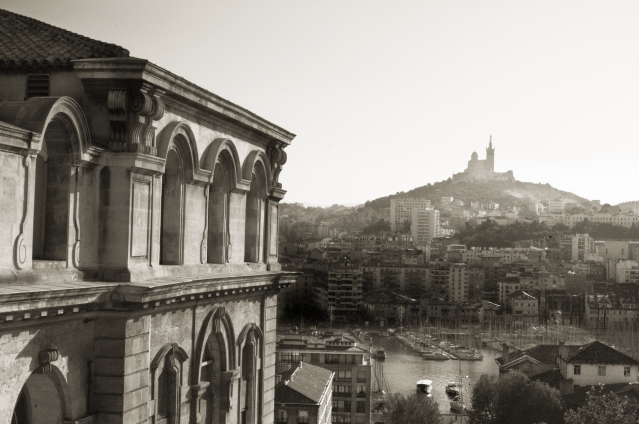
Catedrala Notre Dame de La Garde („Sfânta fecioară Maria cea păzitoare”)

Marsilia a fost evanghelizată începând cu secolul I. Potrivit legendei, predicator ar fi fost Lazăr din Betania, Marta și Maria, cei trei frați prieteni ai lui Isus Cristos.
În secolul IV se stabilește la Marsilia monahul Sfântul Ioan Casian, de origine din Dobrogea, care pune pe picioare monahismul galic. Acesta s-a născut în anul 365 într-o așezare situată la gurile Dunării. A fost călugăr la Betleem, călugăr pelerin în Egipt, diacon la biserica St. Ioan Gură-de-aur în Constantinopol, preot la Roma. În primăvara anului 416, el ajunge la Marsilia și se stabilește acolo. Construiește o criptă peste mormintele a doi martiri pentru a sărbători Euharistia. Era un obicei al Bisericii să alăture sărbătoarea Sacrificiului lui Isus cu sărbătoarea sacrificiului celor care au murit pentru el, iar mormintele pe care se ține slujba  erau întotdeauna ale unor martiri. Absida acestei cripte a dispărut, cripta fiind modificată în secolul al XIII-lea, însă din perioada paleocreștină au rămas numeroase urme ale venerării: stâlpi decorați, sculpturi, încrustații ca figuri biblice, monograme ale lui Isus. Sfântul Casian a murit în anul 435.

## Clima

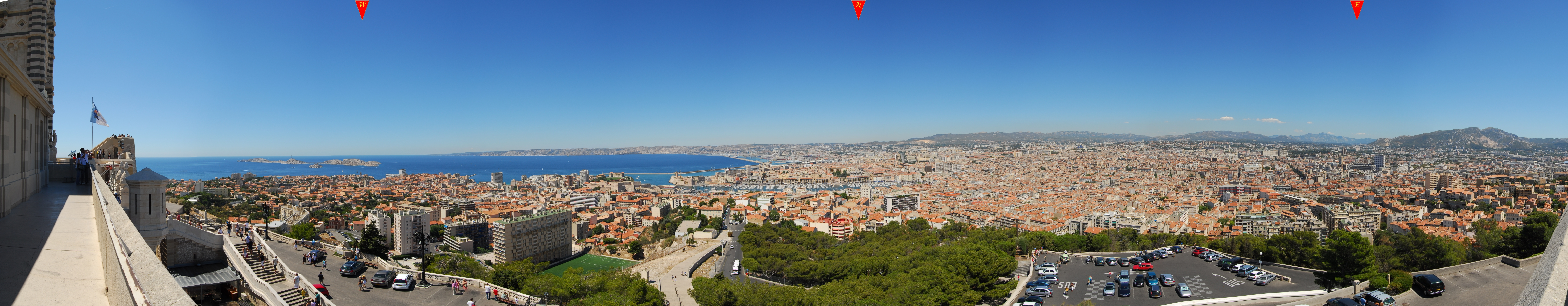
Marsilia văzută din Notre-Dame de la Garde

| Date climatice pentru Observatorul Longchamp din Marsilia. | Date climatice pentru Observatorul Longchamp din Marsilia. | Date climatice pentru Observatorul Longchamp din Marsilia. | Date climatice pentru Observatorul Longchamp din Marsilia. | Date climatice pentru Observatorul Longchamp din Marsilia. | Date climatice pentru Observatorul Longchamp din Marsilia. | Date climatice pentru Observatorul Longchamp din Marsilia. | Date climatice pentru Observatorul Longchamp din Marsilia. | Date climatice pentru Observatorul Longchamp din Marsilia. | Date climatice pentru Observatorul Longchamp din Marsilia. | Date climatice pentru Observatorul Longchamp din Marsilia. | Date climatice pentru Observatorul Longchamp din Marsilia. | Date climatice pentru Observatorul Longchamp din Marsilia. | Date climatice pentru Observatorul Longchamp din Marsilia. |
| Luna                                                       | Ian                                                        | Feb                                                        | Mar                                                        | Apr                                                        | Mai                                                        | Iun                                                        | Iul                                                        | Aug                                                        | Sep                                                        | Oct                                                        | Nov                                                        | Dec                                                        | Anual                                                      |
| ---------------------------------------------------------- | ---------------------------------------------------------- | ---------------------------------------------------------- | ---------------------------------------------------------- | ---------------------------------------------------------- | ---------------------------------------------------------- | ---------------------------------------------------------- | ---------------------------------------------------------- | ---------------------------------------------------------- | ---------------------------------------------------------- | ---------------------------------------------------------- | ---------------------------------------------------------- | ---------------------------------------------------------- | ---------------------------------------------------------- |
| Maxima medie °C (°F)                                       | 11.8 (53,2)                                                | 12.9 (55,2)                                                | 15.5 (59,9)                                                | 17.9 (64,2)                                                | 22.2 (72)                                                  | 25.7 (78,3)                                                | 29.1 (84,4)                                                | 28.7 (83,7)                                                | 25.0 (77)                                                  | 20.4 (68,7)                                                | 15.0 (59)                                                  | 12.6 (54,7)                                                | 19,7 (67,5)                                                |
| Media zilnică °C (°F)                                      | 8.4 (47,1)                                                 | 9.1 (48,4)                                                 | 11.2 (52,2)                                                | 13.4 (56,1)                                                | 17.5 (63,5)                                                | 20.8 (69,4)                                                | 24.0 (75,2)                                                | 23.7 (74,7)                                                | 20.4 (68,7)                                                | 16.3 (61,3)                                                | 11.5 (52,7)                                                | 9.3 (48,7)                                                 | 15,5 (59,9)                                                |
| Minima medie °C (°F)                                       | 4.9 (40,8)                                                 | 5.3 (41,5)                                                 | 6.9 (44,4)                                                 | 8.9 (48)                                                   | 12.7 (54,9)                                                | 16.0 (60,8)                                                | 18.9 (66)                                                  | 18.7 (65,7)                                                | 15.8 (60,4)                                                | 12.3 (54,1)                                                | 7.9 (46,2)                                                 | 6.0 (42,8)                                                 | 11,2 (52,2)                                                |
| Precipitații mm (inches)                                   | 65.4 (2.575)                                               | 47.3 (1.862)                                               | 48.7 (1.917)                                               | 55.2 (2.173)                                               | 41.0 (1.614)                                               | 26.8 (1.055)                                               | 9.1 (0.358)                                                | 34.0 (1.339)                                               | 65.5 (2.579)                                               | 91.6 (3.606)                                               | 55.2 (2.173)                                               | 52.3 (2.059)                                               | 592,2 (23,315)                                             |
| Nr. de zile cu precipitații                                | 5                                                          | 5                                                          | 4                                                          | 6                                                          | 5                                                          | 3                                                          | 1                                                          | 3                                                          | 5                                                          | 6                                                          | 6                                                          | 6                                                          | 53                                                         |
| Ore însorite                                               | 150.0                                                      | 155.5                                                      | 215.1                                                      | 244.8                                                      | 292.5                                                      | 326.2                                                      | 366.4                                                      | 327.4                                                      | 254.3                                                      | 204.5                                                      | 155.5                                                      | 143.3                                                      | 2.835,5                                                    |
| Sursă: 1971-2000 normals for Longchamp observatory         |                                                            |                                                            |                                                            |                                                            |                                                            |                                                            |                                                            |                                                            |                                                            |                                                            |                                                            |                                                            |                                                            |

## Educație
- EPITECH
- IPSA, école d'ingénieurs de l'air et de l'espace
- Kedge Business School

## Personalități

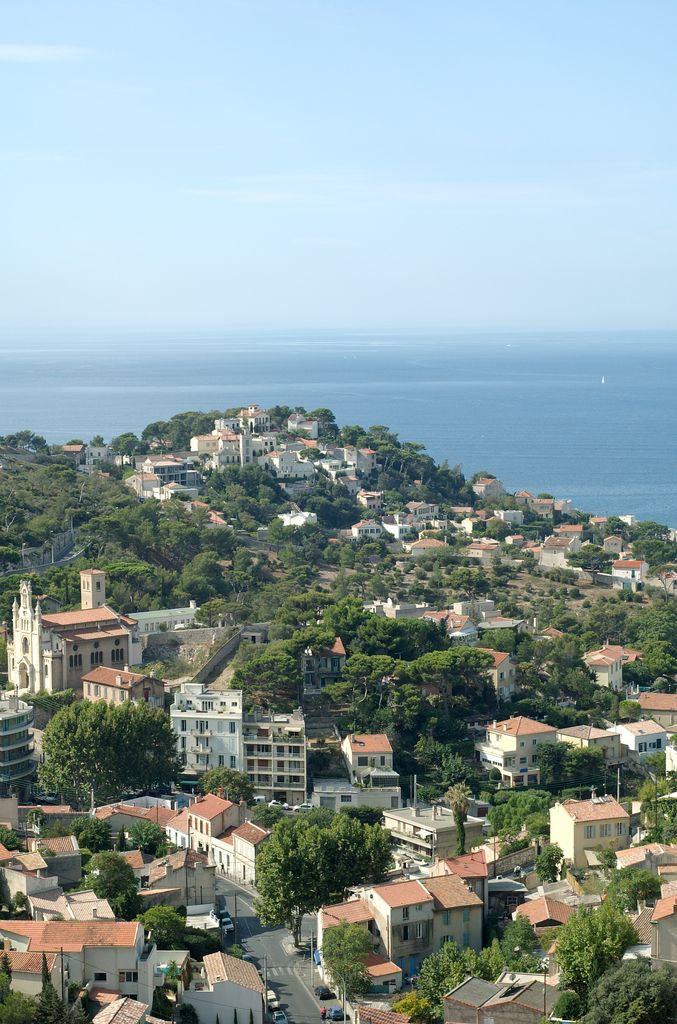
Al 7-lea arondisment al Marsiliei

- Désirée Clary (1777 - 1860), regină a Suediei și a Norvegiei;
- Adolphe Thiers (1797 - 1877), om politic și istoric;
- Honoré Daumier (1808 - 1879), pictor, sculptor, caricaturist și litograf;
- Marius Petipa (1818 - 1910), coregraf;
- Marcel Brion (1895 - 1984), scriitor, istoric de artă;
- Antonin Artaud (1896 - 1948), poet, dramaturg, actor și regizor;
- Fernandel (1903 - 1971), actor;
- Roger Garaudy (1913 - 2012), filozof, scriitor;
- Élie Bayol (1914 - 1995), pilot de formula I;
- Robert Manzon (n. 1917), pilot de formula I;
- Jean-François Revel (1924 - 2006), filozof, scriitor și ziarist;
- Maria Mauban  (1924 - 2014), actriță;
- Maurice Béjart (1927 - 2007), dansator și coregraf;
- Jean-Claude Izzo (1945 - 2000), scriitor;
- Christophe Galtier (n. 1966), fotbalist, antrenor;
- Zinedine Zidane (n. 1972), jucător de fotbal;
- Sébastien Grosjean (n. 1978), jucător de tenis;
- Mathieu Flamini (n. 1984), jucător de fotbal.